# 御坊川站
御坊川站（日语：／ Gobogawa eki */?）是位於香川縣高松市花園町，高松琴平電氣鐵道（琴電）的長尾線車站，現時已經廢止。
在車站啟用當初時候，車站日文讀法為。

## 歷史
確實的暫停與廢止日時不詳。花園站啟用同時此站廢止。
- 1912年（明治45年）4月30日 高松電氣軌道車站啟用。
- 1943年（昭和18年）11月1日 公司合併，成為高松琴平電氣鐵道長尾線車站。
- 1943年（昭和18年） 車站暫停營業。
- 1949年（昭和24年）4月頃 車站廢止[2]。

## 車站構造
車站是一座地面車站，設有1面1線的單式月台。車站位於御坊川第一平交道附近（御坊川鐵橋西詰。位於花園站靠近長尾站約100米處）。
在戰後，隨著長尾線引入大型轉向架的車輛之際，車站由於需要向御坊川附近擴張，加上附近的道路也有擴展計劃，因此車站需要廢止。在1954年（昭和29年）8月1日，於車站附近開設了花園站。

## 其他
- 車站大部位位於現時御坊川第一平交道上，因此沒有車站痕蹟。

## 相鄰車站
高松琴平電氣鐵道
長尾線
瓦町－（花園）－御坊川－木太西口－林道

## 注腳
1. ↑  60年のあゆみ（日語） p.14 （2021年2月21日參閱）
2. ↑  在1946年時間表中指出車站暫停營業。在1949年1月前記載了御坊川站，同年4月沒有記載此站，同時記載了花園信號所（現時：花園站）。
3. ↑  在此站廢止前，此站還未啟用